# Geay, Charente-Maritime

Geay este o comună în departamentul Charente-Maritime, Franța. În 1 ianuarie 2022 avea o populație de 783 de locuitori.